# Бесарт Бериша
Бесарт Бериша (алб. Besart Berisha; Приштина, 29. јул 1985) албански је фудбалер са Косова и Метохије.

## Каријера
Током каријере играо је за Хамбургер, Розенборг, Арминија Билефелд и многе друге клубове.

## Репрезентација
За репрезентацију Албаније дебитовао је 2006. године. За национални тим одиграо је 17 утакмица и постигао 1 гол.

## Статистика
| Албанија         | Албанија | Албанија |
| Год.             | Ута.     | Гол.     |
| ---------------- | -------- | -------- |
| 2006             | 1        | 0        |
| 2007             | 5        | 0        |
| 2008             | 4        | 0        |
| 2009             | 6        | 0        |
| Укупно           | 16       | 0        |
| Република Косово |          |          |
| Год.             | Ута.     | Гол.     |
| 2017             | 1        | 0        |
| Укупно           | 1        | 0        |